# Kenaf
Kenaf (Hibiscus cannabinus) és una planta conreada probablement d'origen asiàtic. També es diu kenaf a la fibra obtinguda d'aquesta planta.

## Descripció
Planta anual o biennal de fins a 3,5 metres d'alt, herbàcia amb una base llenyosa, fulles polimorfes de 10 a 15 cm. Les flors atanyen de 8 a 15 cm de diàmetre i són blanques grogues o porpres. Fruit en càpsula de 2 cm de diàmetre amb diverses llavors. El seu cicle d'aprofitament és d'uns 100 a 125 dies es conrea sobretot a Bangladesh.

### Usos
Com a productor d'una fibra semblant a la del jute amb diverses aplicacions entre elles la de fer paper.